# Miss Univers 2002
Miss Univers 2002, est la 51e édition du concours de Miss Univers, a eu lieu le 29 mai 2002, au Roberto Clemente Coliseum, à San Juan, Porto Rico.
La gagnante, Oxana Fedorova, Miss Russie, succède à la portoricaine Denise Quiñones, Miss Univers 2001. 
En septembre 2002, quatre mois après avoir remporté Miss Univers, Oxana Fedorova a été remplacée par Justine Pasek, faisant d'Oxana la seule Miss Univers à être démise de ses fonctions pendant son règne.

## Résultats
| Résultat final    | Candidate |
| ----------------- | --- |

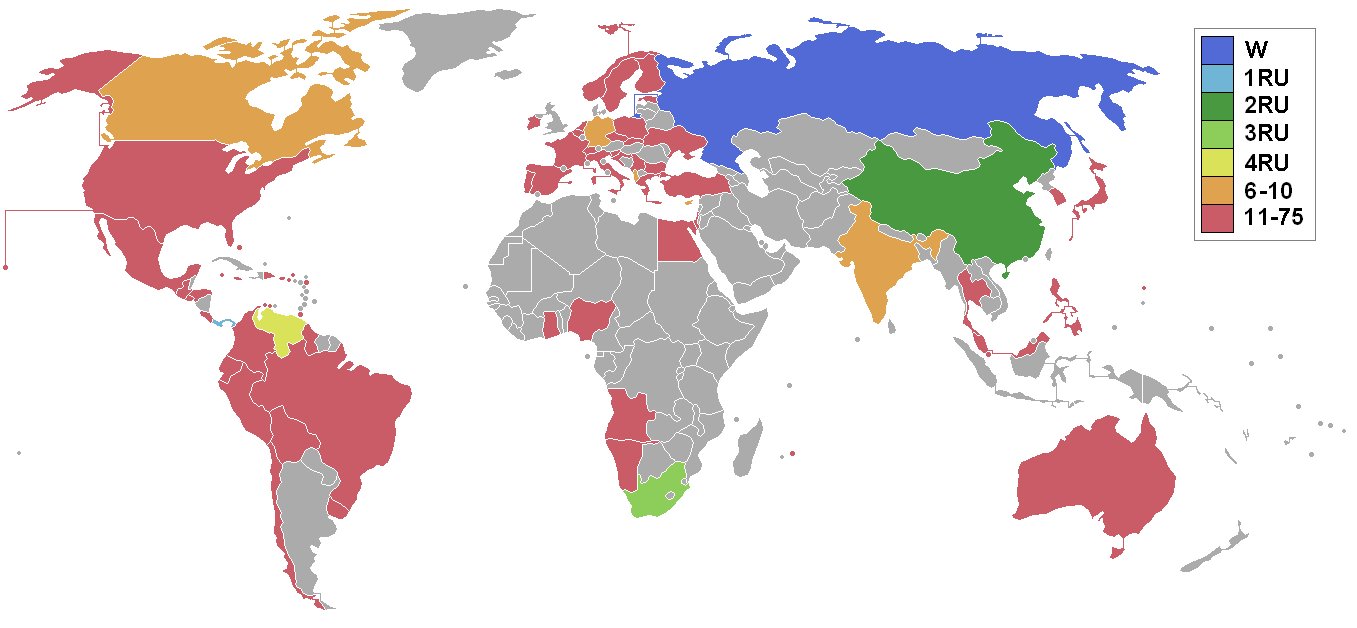
Pays et territoires participants et résultats.

| Miss Univers 2002 | - Russie - Oxana Fedorova (détrônée) - 🇵🇦 Panama - Justine Pasek(a assumé le titre de Miss Univers 2002)                            |
| 1e dauphine       | - Chine - Zhuo Ling |
| 2e dauphine       | - Afrique du Sud - Vanessa Carreira                                                                                                 |
| 3e dauphine       | - Venezuela - Cynthia Lander |
| Top 10            | - Allemagne - Natascha Börger - Chypre - Demetra Eleftheriou - Albanie - Anisa Kospiri - Inde - Neha Dhupia - Canada - Neelam Verma |

## Prix spéciaux
| Prix                         | Candidates                                                                                         |
| ---------------------------- | -------------------------------------------------------------------------------------------------- |
| Meilleur Costume National    | - Colombie - Vanessa Mendoza - Porto Rico - Isis Casalduc - République dominicaine - Ruth Ocumárez |
| Miss Sympathie               | - Îles Vierges des États-Unis - Merlisa George                                                     |
| Miss Photogénique            | - Porto Rico - Isis Casalduc                                                                       |
| Meilleure en maillot de bain | - Russie - Oxana Fedorova                                                                          |

## Scores finaux
| \| Pays \| Robe du soir \| Maillot de bain \| Moyenne \| \| -------------- \| ------------ \| --------------- \| ---------- \| \| Russie \| 9.64 (1) \| 9.88 (1) \| 9.760 (1) \| \| Venezuela \| 8.83 (5) \| 9.29 (2) \| 9.060 (2) \| \| Chine \| 9.15 (2) \| 8.88 (5) \| 9.015 (3) \| \| Panama \| 8.92 (3) \| 8.79 (7) \| 8.855 (4) \| \| Afrique du Sud \| 8.79 (6) \| 8.90 (4) \| 8.845 (5) \| \| Allemagne \| 8.84 (4) \| 8.81 (6) \| 8.825 (6) \| \| Chypre \| 8.49 (8) \| 9.15 (3) \| 8.820 (7) \| \| Albanie \| 8.51 (7) \| 8.34 (8) \| 8.425 (8) \| \| Inde \| 8.10 (10) \| 8.32 (9) \| 8.210 (9) \| \| Canada \| 8.39 (9) \| 7.99 (10) \| 8.190 (10) \| | - Gagnante - 1re Dauphine - 2e Dauphine - 3e Dauphine - 4e Dauphine - Top 10 |                 |            |
| Pays | Robe du soir                                                                 | Maillot de bain | Moyenne    |
| Russie | 9.64 (1)                                                                     | 9.88 (1)        | 9.760 (1)  |
| Venezuela | 8.83 (5)                                                                     | 9.29 (2)        | 9.060 (2)  |
| Chine | 9.15 (2)                                                                     | 8.88 (5)        | 9.015 (3)  |
| Panama | 8.92 (3)                                                                     | 8.79 (7)        | 8.855 (4)  |
| Afrique du Sud | 8.79 (6)                                                                     | 8.90 (4)        | 8.845 (5)  |
| Allemagne | 8.84 (4)                                                                     | 8.81 (6)        | 8.825 (6)  |
| Chypre | 8.49 (8)                                                                     | 9.15 (3)        | 8.820 (7)  |
| Albanie | 8.51 (7)                                                                     | 8.34 (8)        | 8.425 (8)  |
| Inde | 8.10 (10)                                                                    | 8.32 (9)        | 8.210 (9)  |
| Canada | 8.39 (9)                                                                     | 7.99 (10)       | 8.190 (10) |

## Candidates
| Pays/territoire représentant | Candidate                         | Âge    | Taille |
| ---------------------------- | --------------------------------- | ------ | ------ |
| Afrique du Sud               | Vanessa Carreira                  | 22 ans | 1,78 m |
| Albanie                      | Anisa Kospiri                     | 19 ans | 1,73 m |
| Allemagne                    | Natascha Börger                   | 21 ans | 1,80 m |
| Angola                       | Giovana Leite                     | 18 ans | 1,75 m |
| Antigua-et-Barbuda           | Aisha Ralph                       | 24 ans | 1,75 m |
| Aruba                        | Deyanira Frank                    | 23 ans | 1,70 m |
| Australie                    | Sarah Davies                      | 19 ans | 1,73 m |
| Bahamas                      | Nadia Albury                      | 21 ans | 1,70 m |
| Belgique                     | Ann Van Elsen                     | 22 ans | 1,63 m |
| Bolivie                      | Paola Coimbra                     | 21 ans | 1,75 m |
| Brésil                       | Joseane Oliveira                  | 19 ans | 1,73 m |
| Bulgarie                     | Elina Georgirva                   | 19 ans | 1,70 m |
| Canada                       | Neelam Verma                      | 26 ans | 1,75 m |
| Chili                        | Nicole Rencoret Ladrón de Guevara | 25 ans | 1,80 m |
| Chine                        | Zhuo Ling                         | 19 ans | 1,70 m |
| Colombie                     | Vanessa Mendoza                   | 20 ans | 1,73 m |
| Corée                        | Kim Min-kyoung                    | 20 ans | 1,68 m |
| Costa Rica                   | Merilyn Villalta                  | 22 ans | 1,70 m |
| Croatie                      | Ivana Paris                       | 18 ans | 1,75 m |
| Curaçao                      | Ayanette Statia                   | 19 ans | 1,78 m |
| Chypre                       | Demetra Eleftheriou               | 19 ans | 1,75 m |
| Équateur                     | Isabel Ontaneda-Pinto             | 23 ans | 1,73 m |
| Égypte                       | Sally Shaheen                     | 24 ans | 1,80 m |
| Espagne                      | Vania Millán                      | 24 ans | 1,75 m |
| Estonie                      | Jana Tafenau                      | 19 ans | 1,75 m |
| États-Unis                   | Shauntay Hinton                   | 23 ans | 1,70 m |
| Finlande                     | Janette Broman                    | 20 ans | 1,78 m |
| France                       | Sylvie Tellier                    | 24 ans | 1,72 m |
| Ghana                        | Stephanie Walkins-Fia             | 22 ans | 1,78 m |
| Grèce                        | Lena Paparigopoulou               | 21 ans | 1,83 m |
| Guatemala                    | Carina Velasquez                  | 21 ans | 1,73 m |
| Guyana                       | Mia Rahaman                       | 22 ans | 1,78 m |
| Honduras                     | Erika Ramirez                     | 17 ans | 1,80 m |
| Hongrie                      | Edit Friedl                       | 23 ans | 1,73 m |
| Îles Vierges britanniques    | Anastasia Tonge                   | 23 ans | 1,73 m |
| Îles Caïmans                 | Shannon McLean                    | 24 ans | 1,78 m |
| Îles Mariannes du Nord       | Virginia Gridley                  | 22 ans | 1,73 m |
| Îles Vierges des États-Unis  | Merlisa George                    | 26 ans | 1,88 m |
| Inde                         | Neha Dhupia                       | 21 ans | 1,70 m |
| Irlande                      | Lisa O'Sullivan                   | 20 ans | 1,70 m |
| Israël                       | Yamit Har-Noy                     | 20 ans | 1,73 m |
| Italie                       | Anna Rigon                        | 23 ans | 1,75 m |
| Jamaïque                     | Sanya Hughes                      | 19 ans | 1,70 m |
| Japon                        | Mina Chiba                        | 24 ans | 1,75 m |
| Kenya                        | Julie Njeru                       | 19 ans | 1,73 m |
| Malaisie                     | Karen Lit Eit Ang                 | 25 ans | 1,65 m |
| Maurice                      | Karen Alexandre                   | 22 ans | 1,70 m |
| Mexique                      | Ericka Cruz                       | 20 ans | 1,78 m |
| Namibie                      | Michelle Heitha                   | 26 ans | 1,70 m |
| Nicaragua                    | Marianela Larayu Mendoza          | 21 ans | 1,75 m |
| Nigeria                      | Chinenye Ochuba                   | 18 ans | 1,80 m |
| Norvège                      | Hege Hatlo                        | 22 ans | 1,70 m |
| Panama                       | Justine Pasek                     | 19 ans | 1,73 m |
| Pays-Bas                     | Kim Kötter                        | 19 ans | 1,75 m |
| Pérou                        | Adriana Zubiate                   | 20 ans | 1,78 m |
| Philippines                  | Karen Loren Agustín               | 19 ans | 1,70 m |
| Pologne                      | Joanna Dozdrowska                 | 23 ans | 1,70 m |
| Portugal                     | Iva Catarina Lamarao              | 19 ans | 1,73 m |
| Porto Rico                   | Isis Casalduc                     | 21 ans | 1,73 m |
| Singapour                    | Nuraliza Osman                    | 25 ans | 1,70 m |
| République dominicaine       | Ruth Ocumárez                     | 20 ans | 1,80 m |
| République slovaque          | Eva Dzodlova                      | 19 ans | 1,75 m |
| Tchéquie                     | Diana Kobzanova                   | 20 ans | 1,80 m |
| Russie                       | Oxana Fedorova                    | 24 ans | 1,78 m |
| Salvador                     | Elisa Sandoval                    | 22 ans | 1,70 m |
| Slovénie                     | Iris Mulej                        | 20 ans | 1,73 m |
| Suède                        | Malou Hansson                     | 19 ans | 1,70 m |
| Suisse                       | Jennifer Ann Gerber               | 20 ans | 1,73 m |
| Thaïlande                    | Janjira Janchome                  | 19 ans | 1,70 m |
| Trinité-et-Tobago            | Nasma Mohammed                    | 23 ans | 1,73 m |
| Turquie                      | Çağla Kubat                       | 23 ans | 1,80 m |
| Ukraine                      | Liliana Gorova                    | 20 ans | 1,73 m |
| Uruguay                      | Fiorella Fleitas                  | 20 ans | 1,80 m |
| Venezuela                    | Cynthia Lander                    | 19 ans | 1,80 m |
| Yougoslavie                  | Sladjana Bozovic                  | 21 ans | 1,75 m |

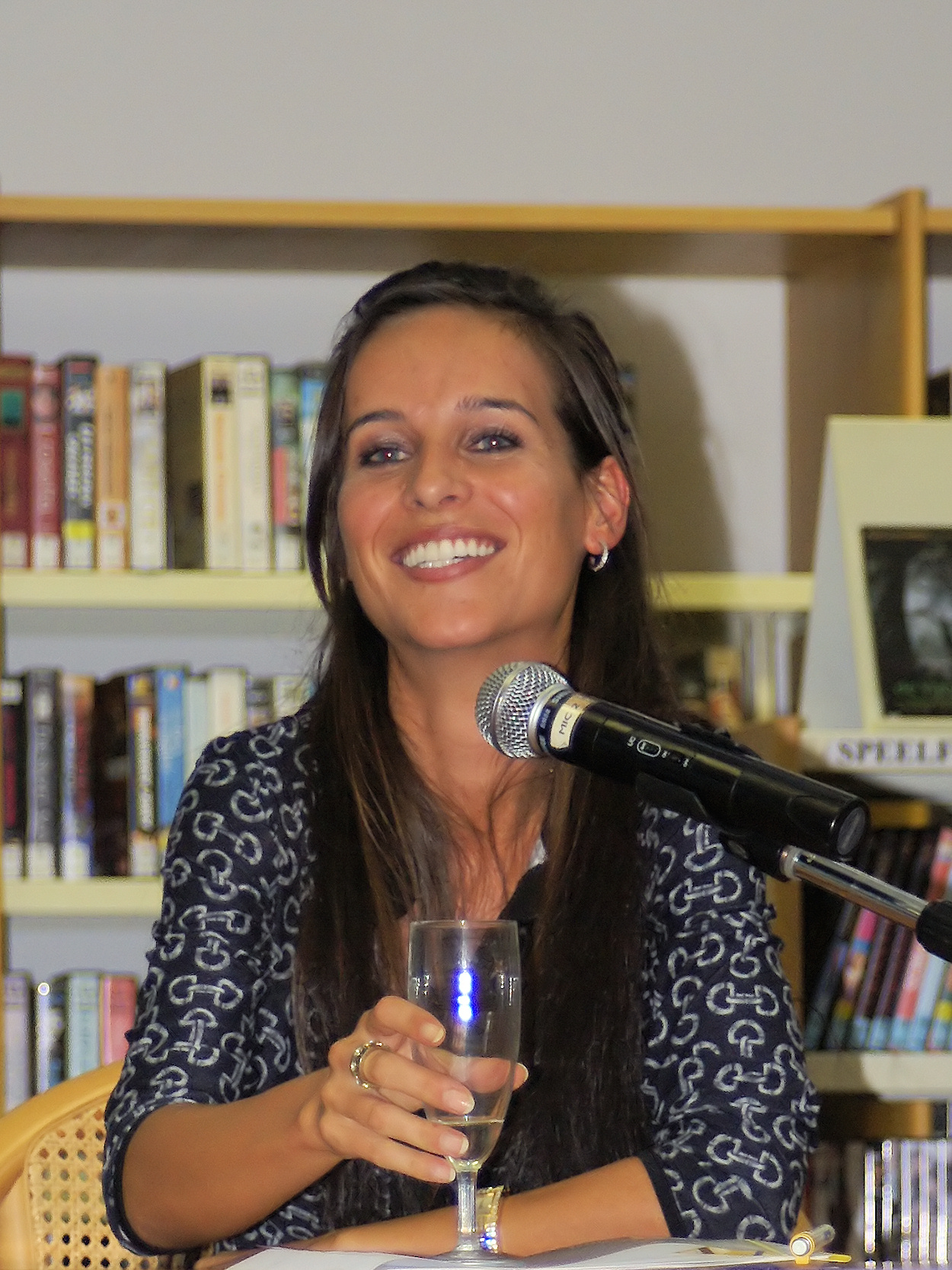
Ann Van Elsen, Miss Univers Belgique 2002.
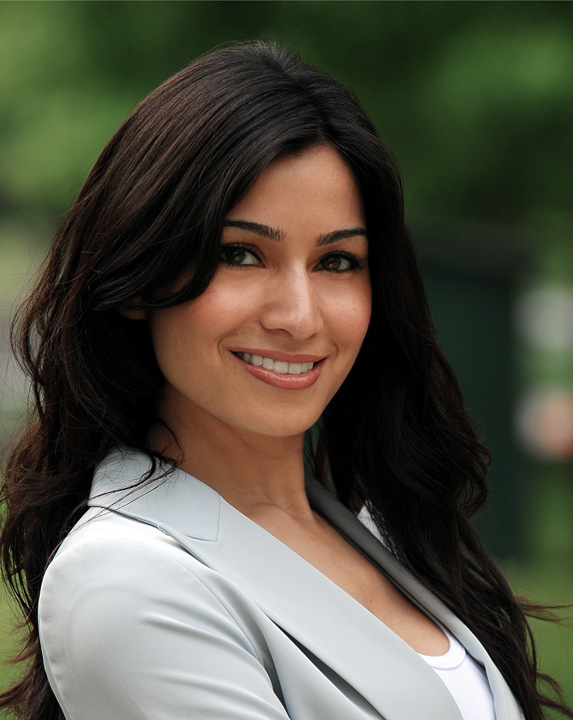
Neelam Verma, Miss Univers Canada 2002.
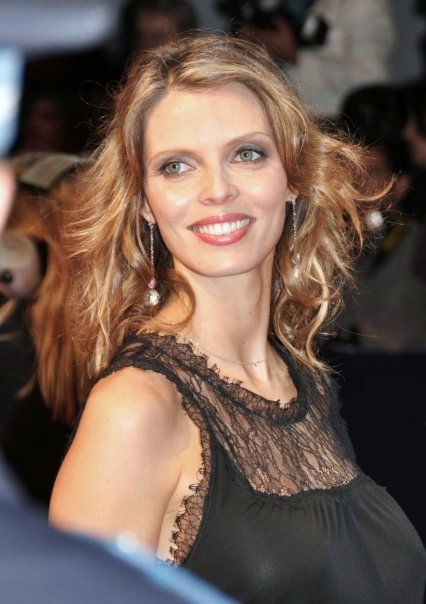
Sylvie Tellier, Miss Univers France 2002.
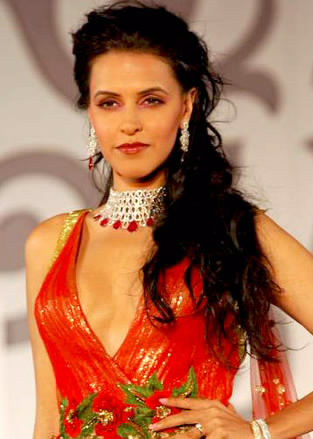
Neha Dhupia, Miss Univers Inde 2002.
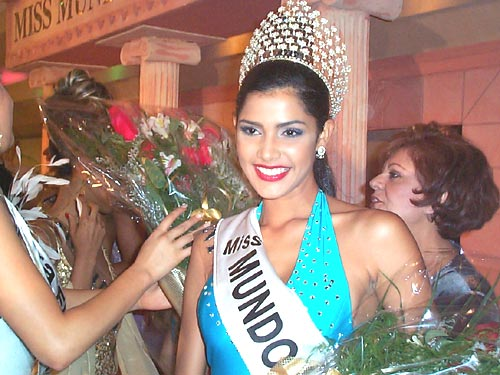
Marianela Lacayo, Miss Univers Nicaragua 2002.
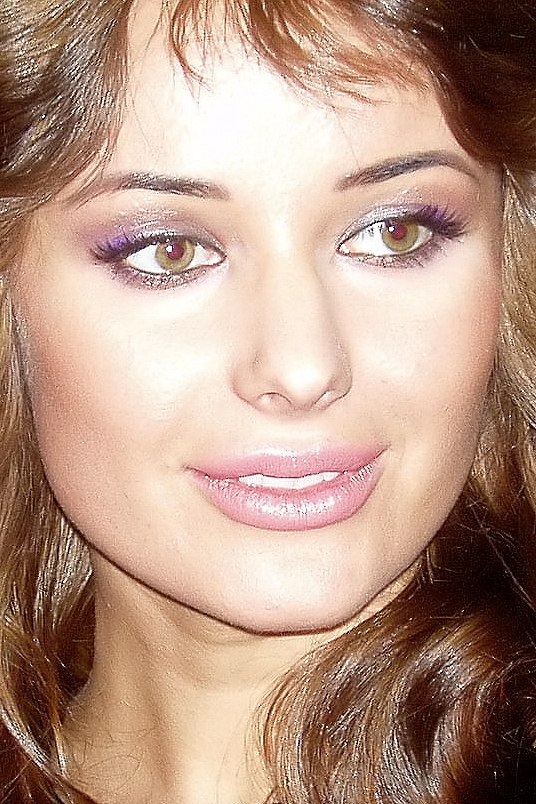
Oxana Fedorova, Miss Univers Russie 2002.
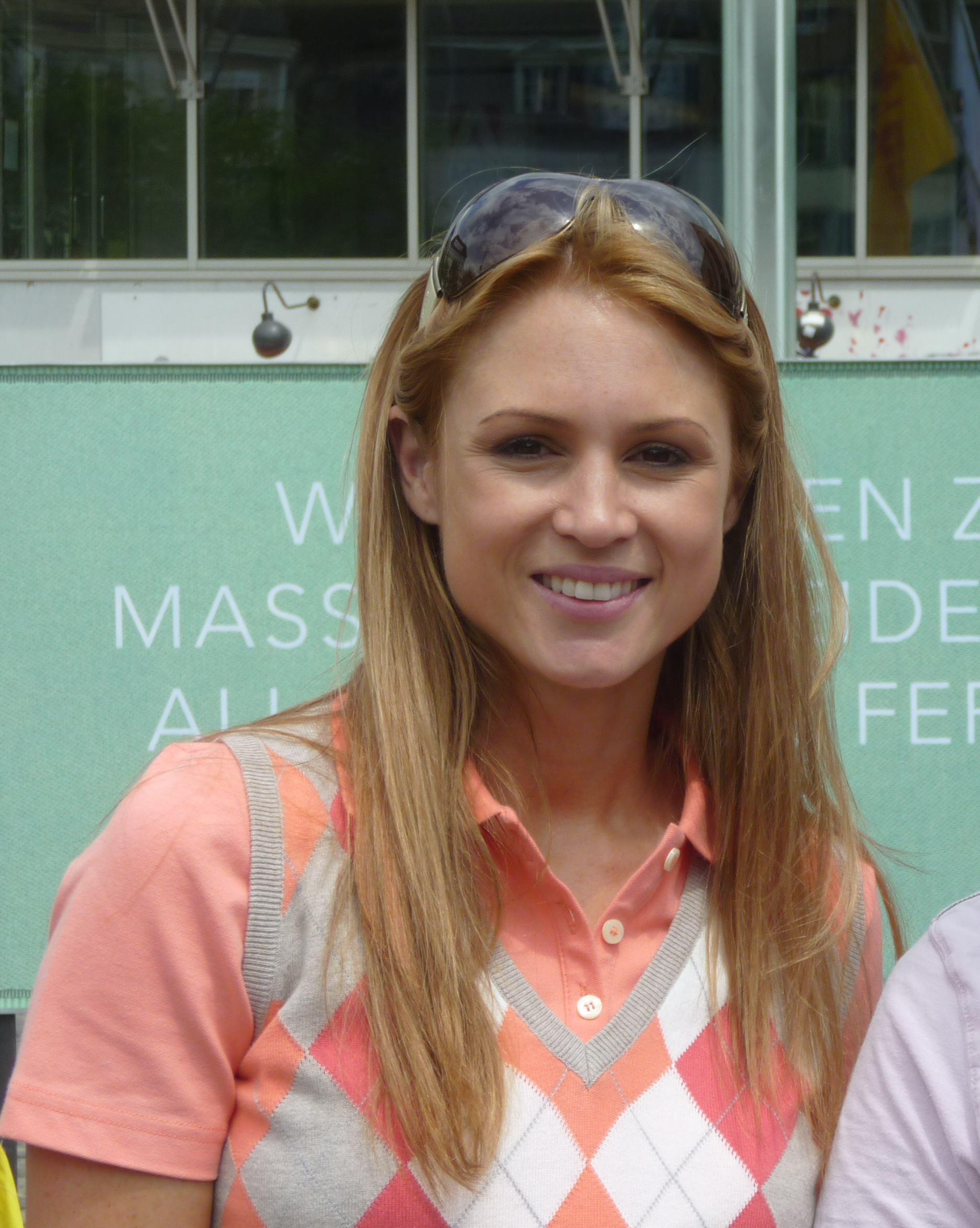
Jennifer Ann Gerber, Miss Univers Suisse 2002.
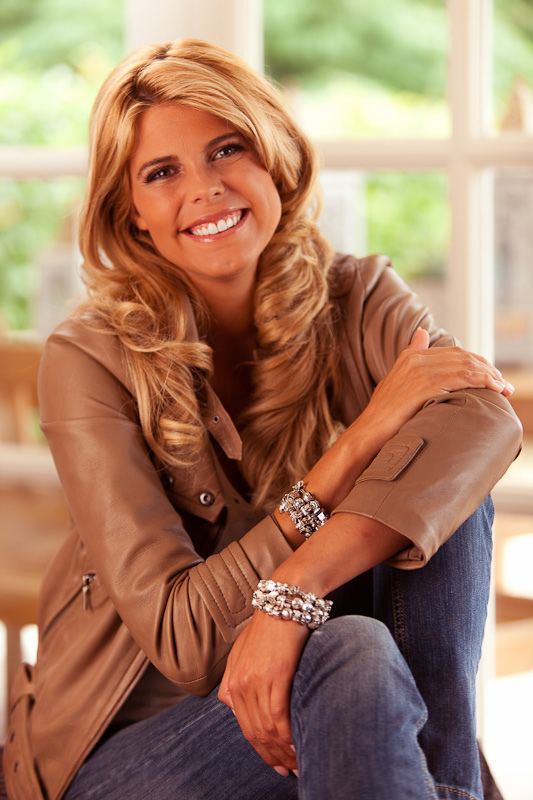
Kim Kötter, Miss Univers Pays-Bas 2002.
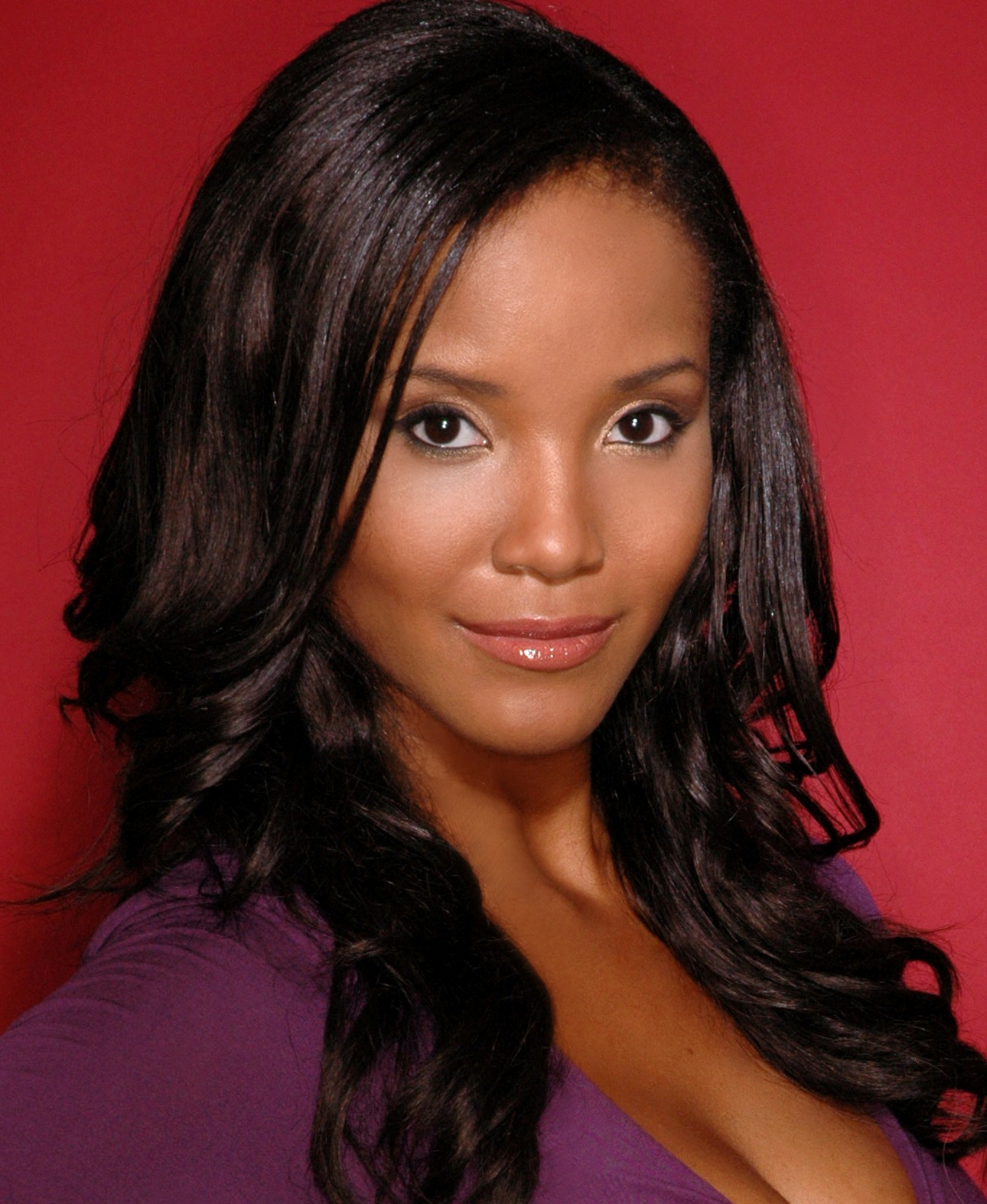
Shauntay Hinton, Miss Univers USA 2002.

## Ordre d'annonce des finalistes

### Top 10
1. Albanie
2. Russie
3. Afrique du Sud
4. Inde
5. Allemagne
6. Chypre
7. Canada
8. Panama
9. Chine
10. Venezuela

### Top 5
1. Panama
2. Chine
3. Afrique du Sud
4. Venezuela
5. Russie

## Bande son
- Défilé en maillot de bain : Would You...? par Touch and Go
- Défilé en robe de soirée : Dancing with The Muse par Chris Spheeris

## Jury
- Nicole Miller - couturière américaine
- Marshall Faulk - joueur de football américain
- Oswald Mendez - participant de The Amazing Race 2
- Amir - Couturier
- Tatjana Patitz - actrice et mannequin allemande
- Tyrese - chanteur américain
- Yue-Sai Kan - femme d'affaires et personnalité chinoise de la télévision
- Christopher McDonald - acteur américain
- Marisol Malaret - Miss Univers 1970
- Ethan Zohn - gagnant de Survivor 3 (Afrique)

## Observations

### Débuts
- Albanie
- Chine

#### Retours
Dernière participation en 1995
- Kenya.

Dernière participation en 1999
- Guyana

Dernière participation en 2000
- Australie ;
- Namibie.

### Désistements
- Argentine
- Botswana
- Liban
- Malte
- Nouvelle-Zélande
- Paraguay
- Taipei chinois